# آنو رنشی

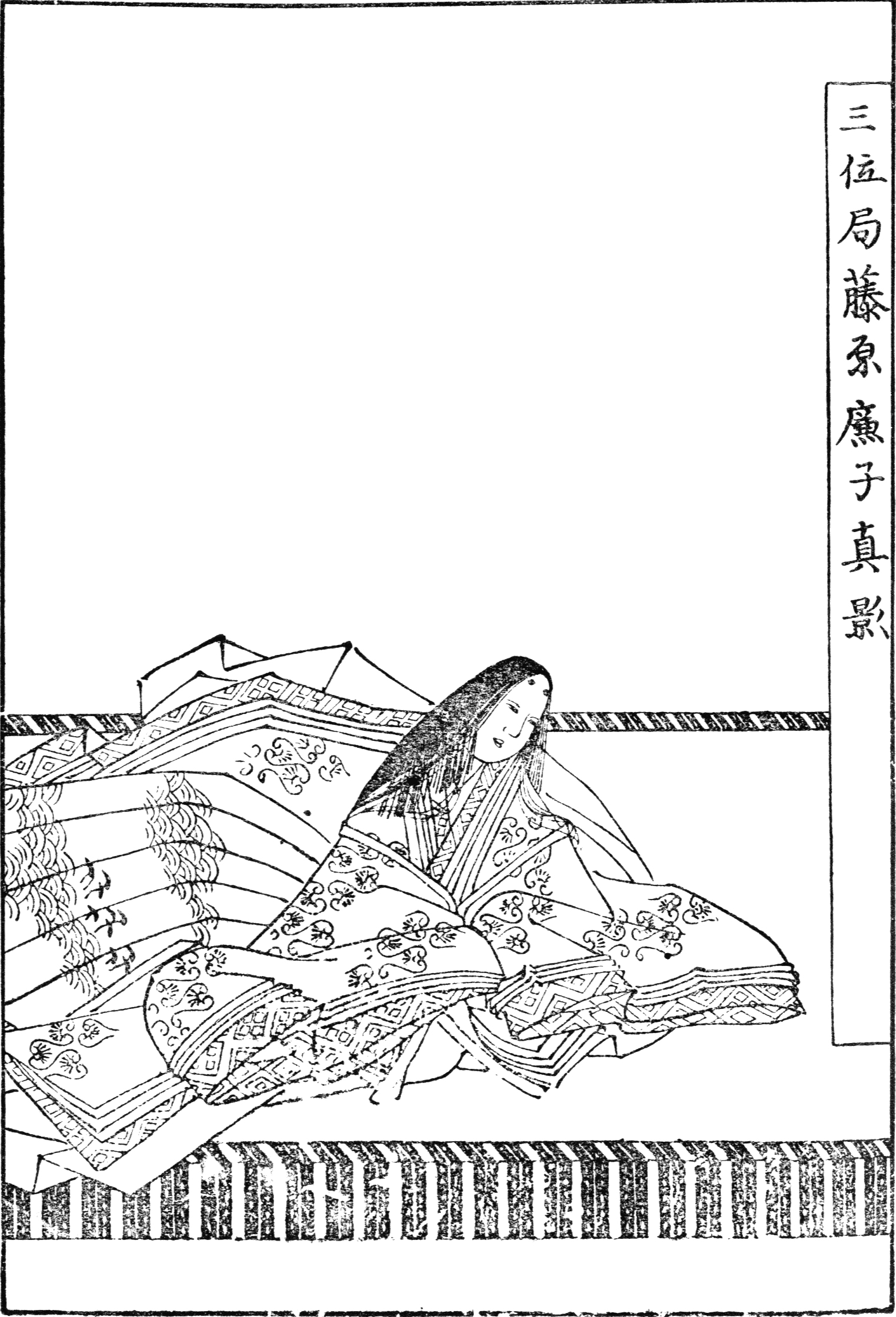

آنو رنشی (به ژاپنی: 阿野 廉子（あの れんし/かどこ)، تولد ۱۳۰۱ - مرگ ۱۳۵۲ میلادی - یک زن در اواخر دوره کاماکورا و اوایل دوره نانبوکوچو و همسر غیر اصلی سوکوشیتسوی امپراتور گودایگو بود. او مادر شاهزاده تسونه‌ناگا، شاهزاده ناریناگا، امپراتور گو-موراکامی و چند فرزند دیگر بود.